# Saison 12 de Danse avec les stars
 (septembre 2022).
La douzième saison de l'émission française de divertissement Danse avec les stars a été diffusée du vendredi 9 septembre 2022 au vendredi 11 novembre 2022 sur TF1. Elle a été animée par Camille Combal.
L'émission a été remportée par le chanteur Billy Crawford, aux côtés de la danseuse Fauve Hautot.

## Participants
Lors de cette saison 12 de Danse avec les stars, douze couples formés d'une star et d'un danseur professionnel se sont affrontés. Il y avait 12 célébrités : 6 hommes et 6 femmes, soit une célébrité de moins que lors de la saison précédente.
| Personnalité    | Occupation                                         | Partenaire                                            | Statut                        |
| --------------- | -------------------------------------------------- | ----------------------------------------------------- | ----------------------------- |
| Billy Crawford  | acteur, chanteur, danseur, animateur de télévision | Fauve Hautot                                          | Vainqueur le 11 novembre 2022 |
| Carla Lazzari   | chanteuse                                          | Pierre Mauduy                                         | Deuxième le 11 novembre 2022  |
| Stéphane Legar  | chanteur, danseur, mannequin                       | Calisson Goasdoué Candice Pascal (semaines 5, 6 et 7) | Troisième le 11 novembre 2022 |
| Thomas Da Costa | comédien, rappeur                                  | Elsa Bois                                             | éliminé le 4 novembre 2022    |
| Léa Elui        | influenceuse                                       | Christophe Licata Jordan Mouillerac (semaines 5 et 8) | éliminée le 28 octobre 2022   |
| Florent Peyre   | humoriste, comédien                                | Inès Vandamme                                         | éliminé le 21 octobre 2022    |
| Anggun          | chanteuse                                          | Adrien Caby                                           | éliminée le 14 octobre 2022   |
| Amandine Petit  | Miss France 2021                                   | Anthony Colette                                       | éliminée le 7 octobre 2022    |
| Eva Queen       | chanteuse                                          | Jordan Mouillerac                                     | éliminée le 30 septembre 2022 |
| Clémence Castel | aventurière, animatrice de télévision, mannequin   | Candice Pascal                                        | éliminée le 23 septembre 2022 |
| Théo Fernandez  | acteur                                             | Alizée Bois                                           | éliminé le 16 septembre 2022  |
| David Douillet  | judoka, homme politique                            | Katrina Patchett                                      | éliminé le 9 septembre 2022   |

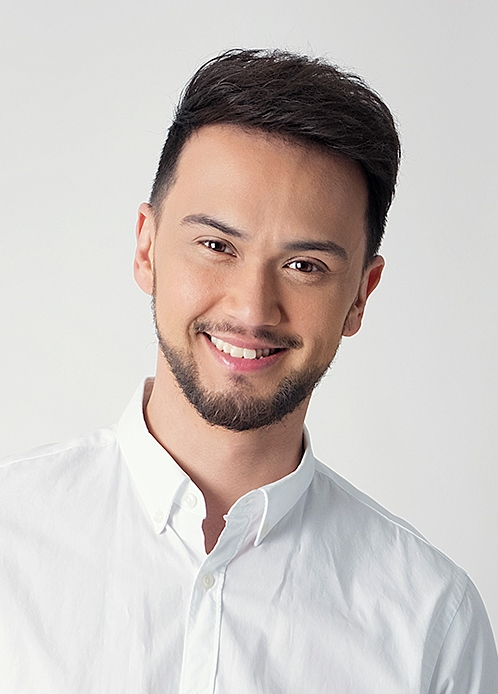
Billy Crawford
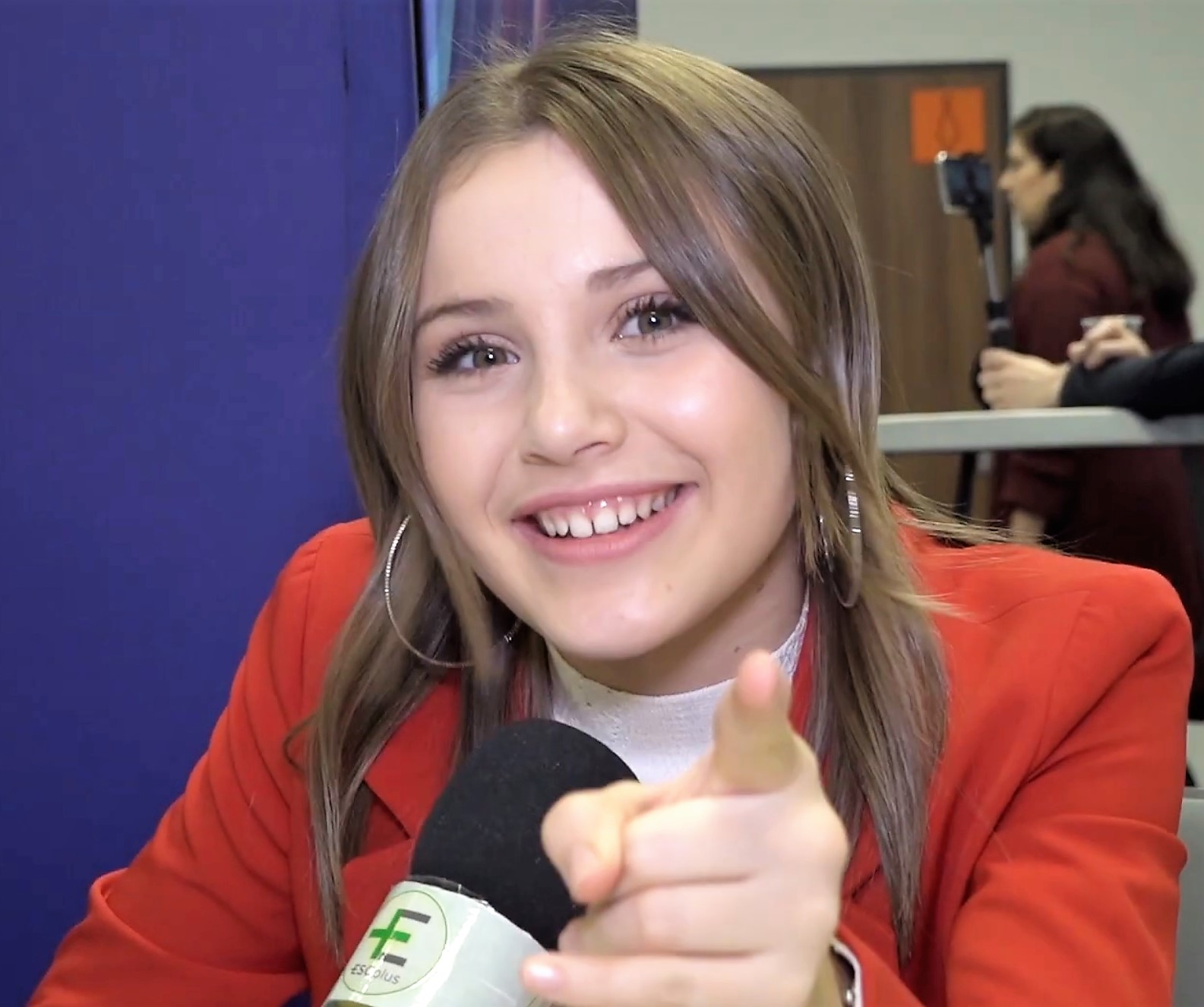
Carla Lazzari
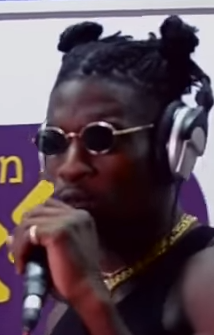
Stéphane Legar
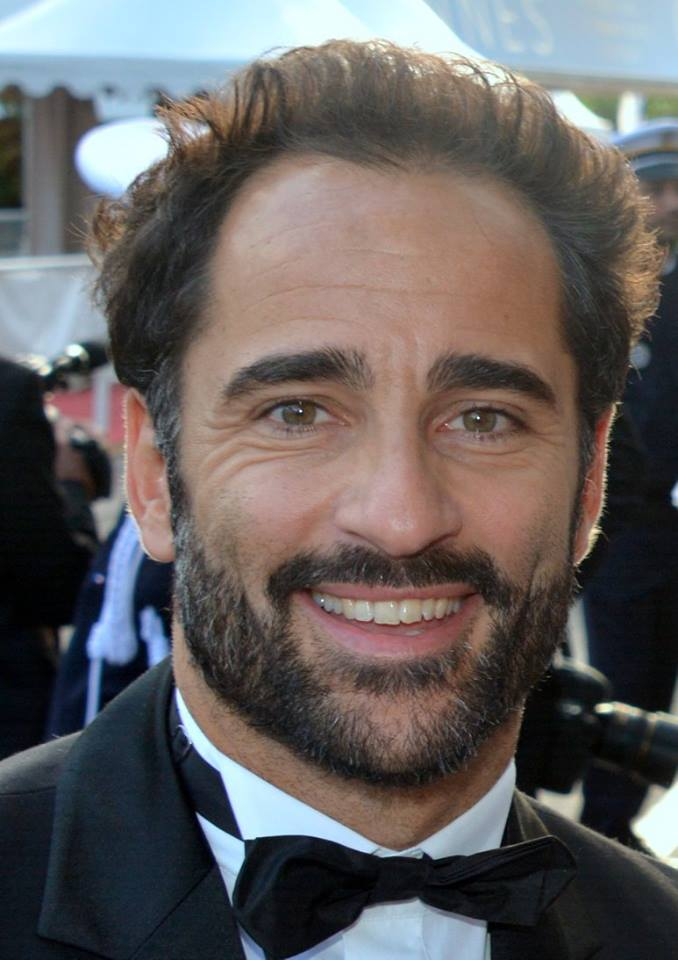
Florent Peyre
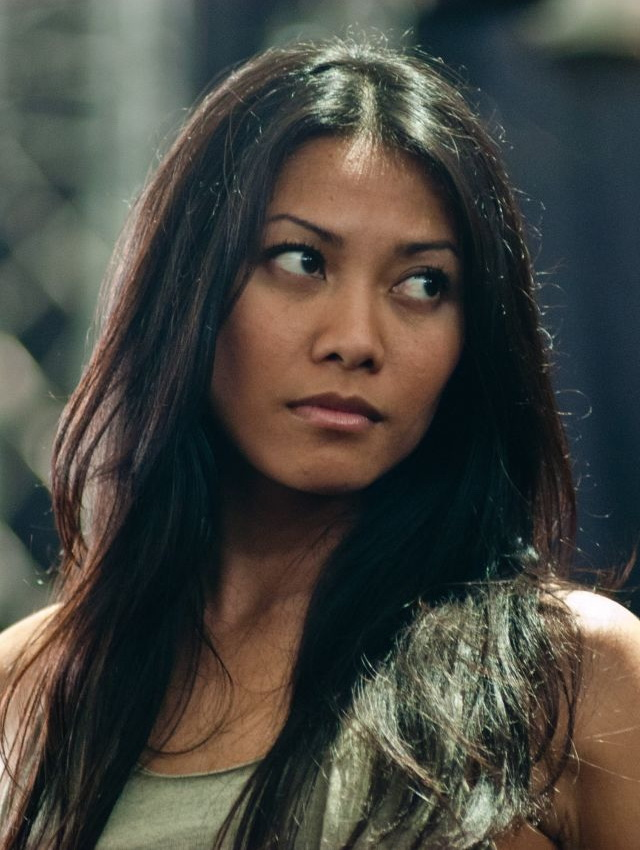
Anggun
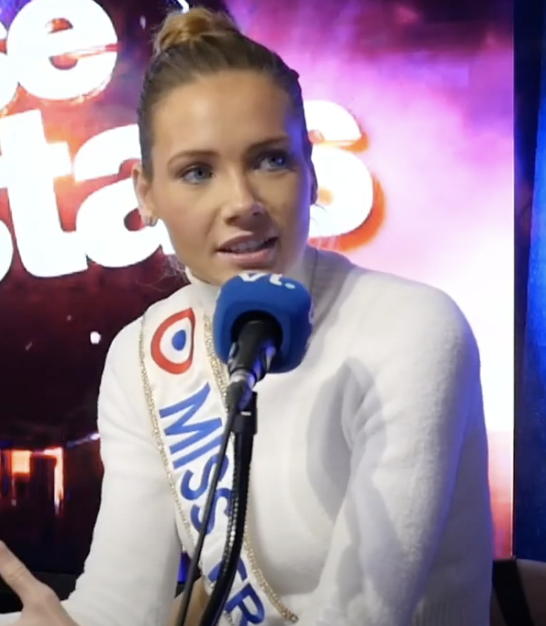
Amandine Petit
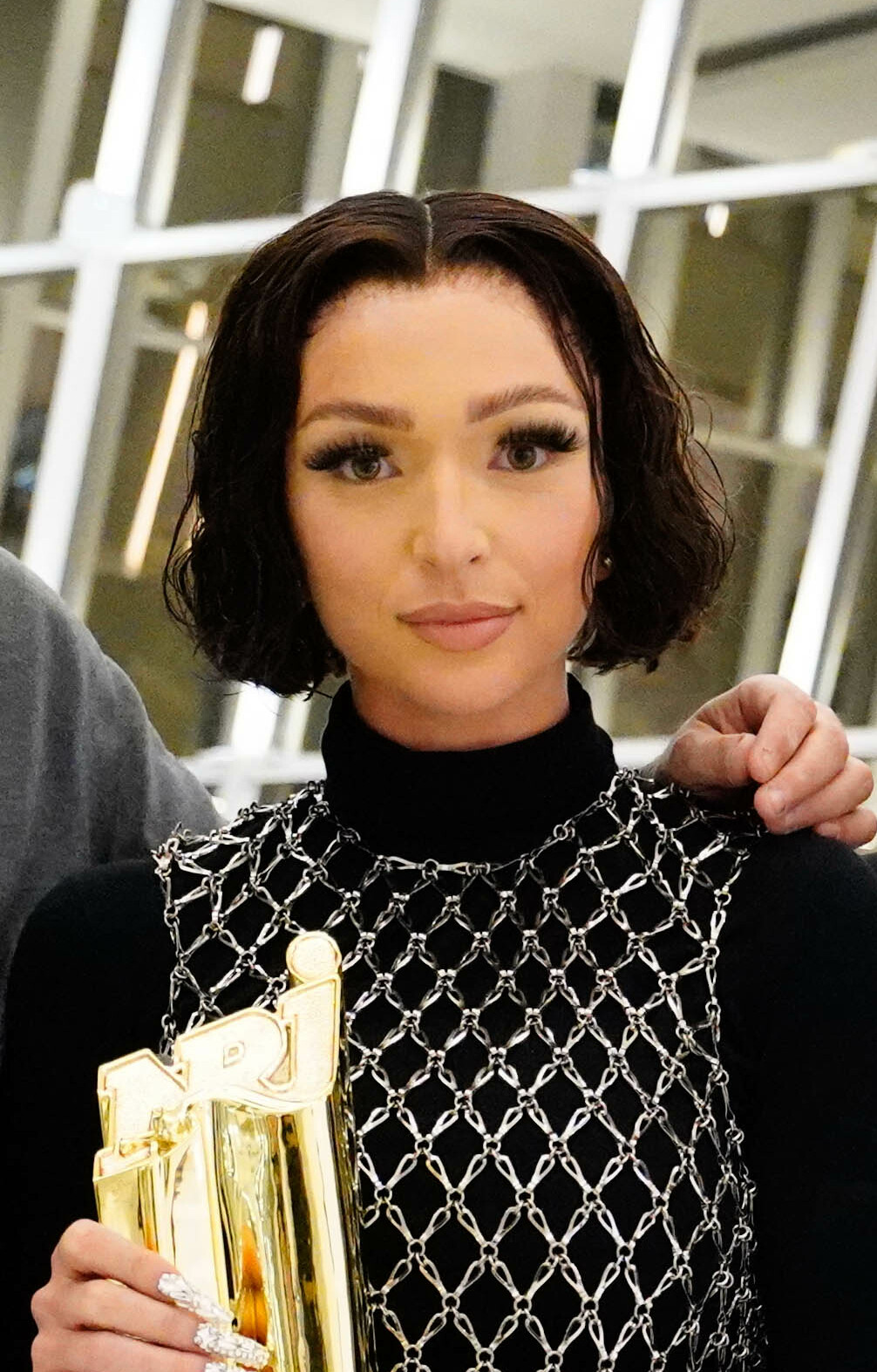
Eva Queen
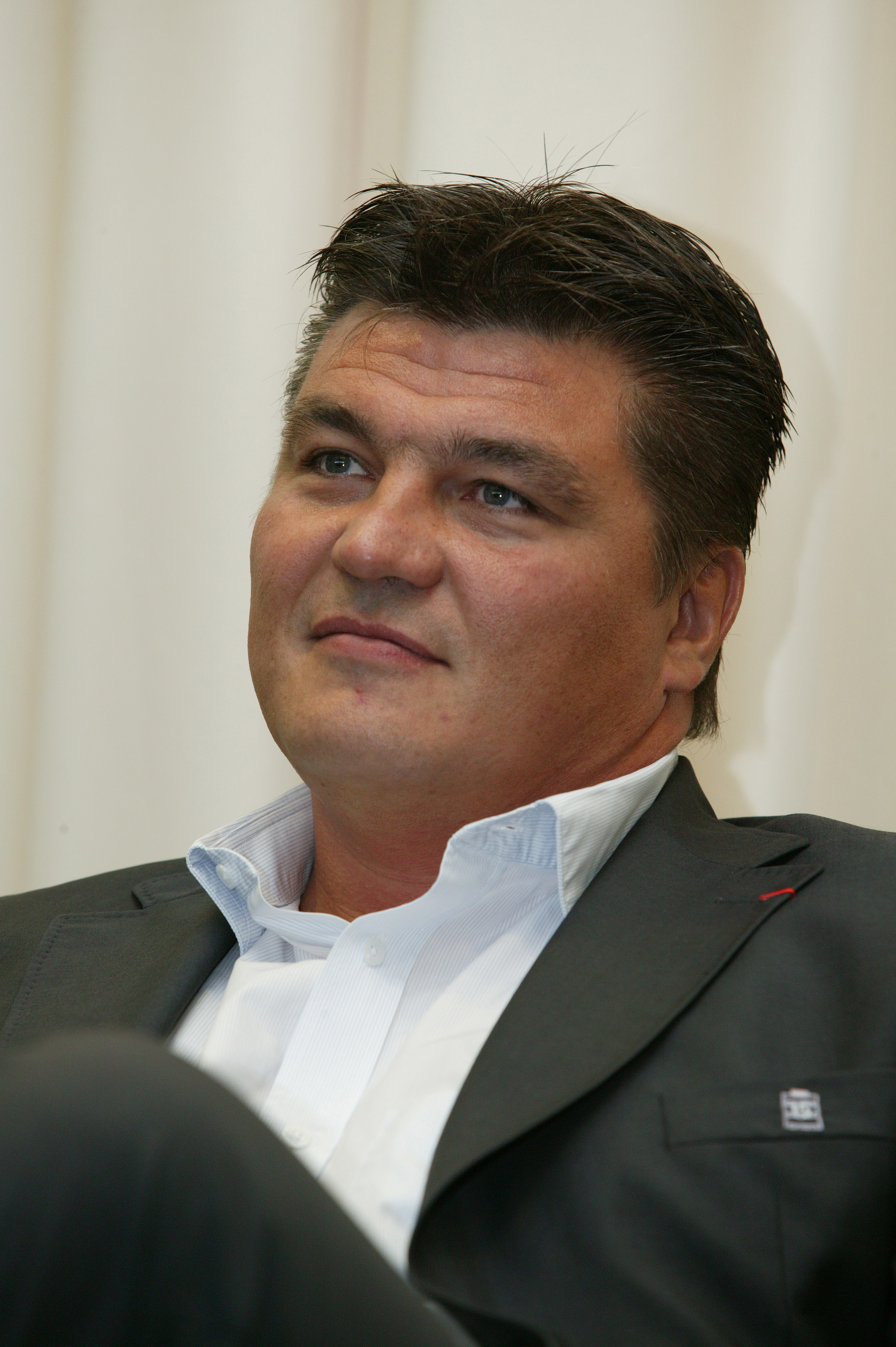
David Douillet

## Invités musicaux
- 7 octobre 2022 : Bilal Hassani – Medley
- 4 novembre 2022 : M. Pokora – Medley (Elle me contrôle, À nos actes manqués, On est là, Les Planètes)

## Audiences

### Danse avec les stars
| Épisode            | Diffusion          | Téléspectateurs | Parts de marché | Parts de marché | Classement des audiences de la soirée | Référence |
| Épisode            | Diffusion          | Téléspectateurs | (4 ans et plus) | (FRDA-50)       | Classement des audiences de la soirée | Référence |
| ------------------ | ------------------ | --------------- | --------------- | --------------- | ------------------------------------- | --------- |
| 1                  | 9 septembre 2022   | 3 030 000       | 16,9 %          | 31,7 %          | 2e                                    | [ 12 ]    |
| 2                  | 16 septembre 2022  | 2 930 000       | 16,4 %          | 32,8 %          | 2e                                    | [ 13 ]    |
| 3                  | 23 septembre 2022  | 2 700 000       | 14,1 %          | 32 %            | 2e                                    | [ 14 ]    |
| 4                  | 30 septembre 2022  | 2 510 000       | 14,1 %          | 30 %            | 2e                                    | [ 15 ]    |
| 5                  | 7 octobre 2022     | 2 620 000       | 14,3 %          | 30,7 %          | 2e                                    | [ 16 ]    |
| 6                  | 14 octobre 2022    | 2 450 000       | 13,1 %          | 27,5 %          | 2e                                    | [ 17 ]    |
| 7                  | 21 octobre 2022    | 2 390 000       | 13 %            | 30 %            | 2e                                    | [ 18 ]    |
| 8                  | 28 octobre 2022    | 2 350 000       | 12,6 %          | 25,7 %          | 2e                                    | [ 19 ]    |
| 9                  | 4 novembre 2022    | 2 530 000       | 13,4 %          | 31 %            | 2e                                    | [ 20 ]    |
| 10                 | 11 novembre 2022   | 2 780 000       | 15 %            | 27,1 %          | 2e                                    | [ 21 ]    |
| Bilan de la saison | Bilan de la saison | 2 630 000       | 14,3 %          | 30 %            | 2e                                    | [ 22 ]    |

Sur fond vert : plus hauts chiffres d'audiences
Sur fond rouge : plus bas chiffres d'audiences

## Production

### Date
L'émission est diffusée depuis le 9 septembre 2022. Le tournage de la première émission, qui n'était pas en direct, a eu lieu le mercredi 7 septembre 2022, tandis que la deuxième émission est tournée le mercredi 14 septembre 2022.

### Présentation
L'émission ainsi que la deuxième partie de soirée sont animées par Camille Combal seul, Karine Ferri ayant décidé de quitter le programme.

### Candidats
Comme tous les ans, des noms de candidats potentiels sont dévoilés par des indiscrétions, avant l'annonce officielle. Dès juillet 2022, les médias évoquent ainsi la possible participation des chanteur et chanteuses Billy Crawford, Julie Pietri, Anggun, Anne Sila, Carla Lazzari et Eva Queen, des humoristes François-Xavier Demaison, Florent Peyre et AZ, du judoka David Douillet, de Miss France 2021 Amandine Petit, des mannequins Stéphane Legar et Emma Smet, de l'animatrice Clémence Castel, des youtubeurs Just Riadh, Tibo InShape et Inoxtag, du comédien Thomas Da Costa, et des acteurs américains Frankie Muniz (qui démentira ensuite) et Macaulay Culkin.

### Jury
Le jury est officialisé le 22 juillet 2022 : Chris Marques (juré depuis la saison 1) et François Alu (juré depuis la saison 11) sont à nouveau jurés. Denitsa Ikonomova et Jean-Paul Gaultier sont remplacés par Marie-Agnès Gillot, danseuse étoile à l'Opéra de Paris et participante aux spectacles des Enfoirés, et par Bilal Hassani, chanteur et finaliste de la précédente saison,. Chris Marques étant touché par le Covid-19, il annonce être absent pour le prime du vendredi 16 septembre 2022, il est exceptionnellement remplacé par Jean-Marc Généreux, juré présent entre la saison 1 et la saison 10, Denitsa Ikonomova, gagnante des saisons 5, 6, 7 et 9, et jurée de la saison 11, revient en tant que « juge mystère » lors du 7e prime.

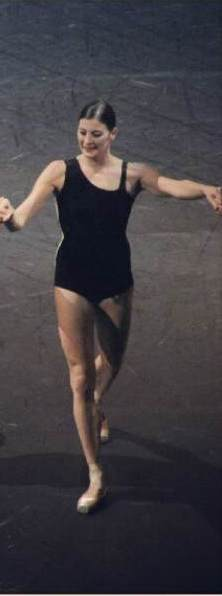
Marie-Agnès Gillot
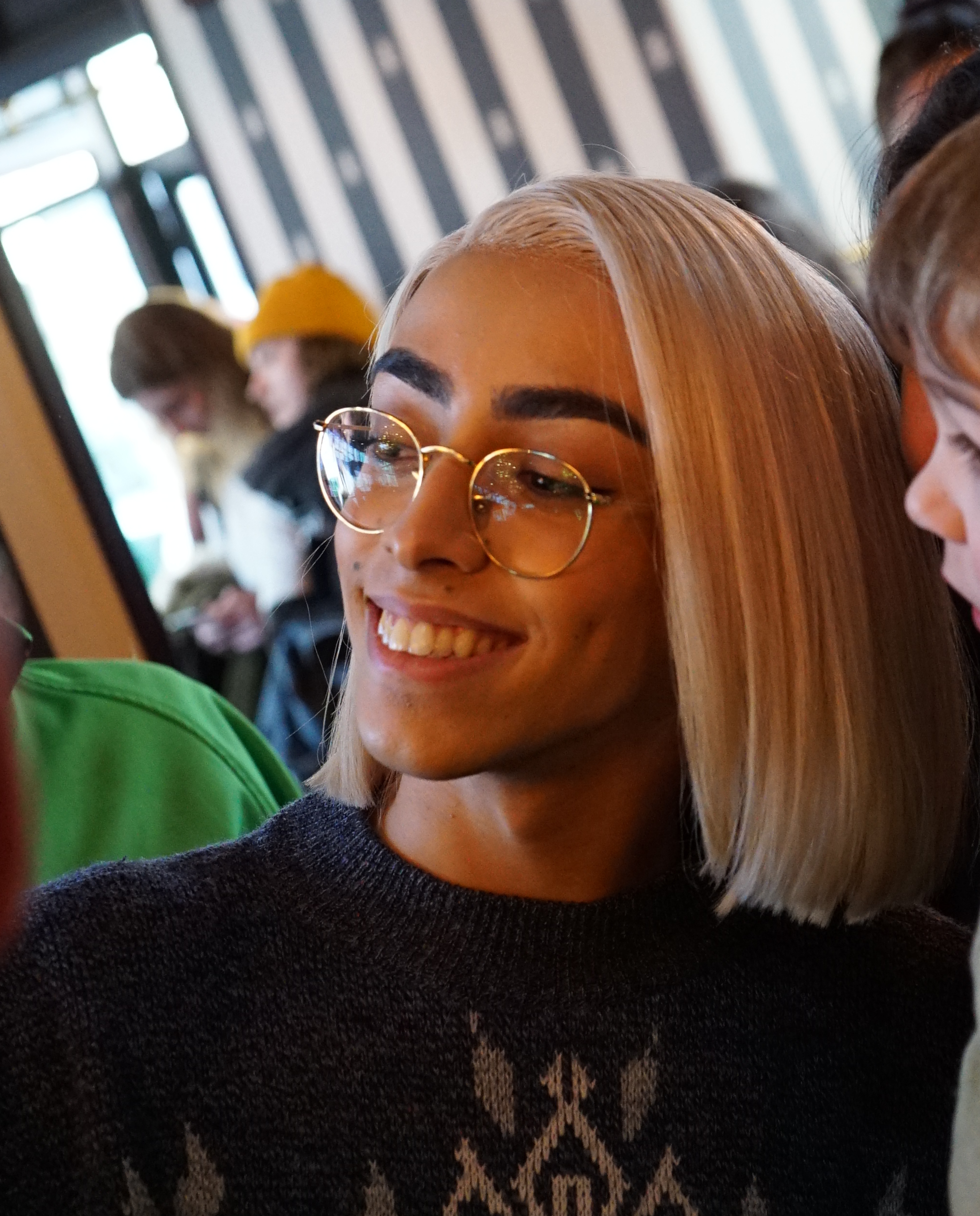
Bilal Hassani

### Danseurs professionnels
Denitsa Ikonomova, gagnante des saisons 5, 6, 7 et 9, et jurée de la saison 11, ne participe pas à cette douzième saison, ni en tant que danseuse, ni en tant que jurée. Les danseurs Christian Millette (depuis la saison 3), Maxime Dereymez (depuis la saison 1), Joël Luzolo (saison 11), Samuel Texier (saison 11) et Coralie Licata (saison 11) ne participent pas non plus à l'émission,,, dans le cadre d'un renouvellement important des danseurs professionnels. Par contre, la danseuse Katrina Patchett (absente lors de la saison 11) est de retour pour cette nouvelle saison.
Début août 2022, l'ancienne danseuse Marie Denigot (saison 7, 8 et 9) annonce qu'elle aurait dû participer à l'émission avec une célébrité américaine, mais que celle-ci a annulé sa participation. Il est possible qu'il s'agissait de l'acteur américain Frankie Muniz, qui a démenti les rumeurs sur sa participation à l'émission.
Fin août 2022, TF1 propose une émission spéciale intitulée Qui dansera avec les stars ?, permettant de suivre l'intégration de nouveaux danseurs au sein de la troupe de l'émission. Les premières auditions de Qui dansera avec les stars ? sont diffusées à partir du 26 août 2022, et montrent les sélections de danseurs se portant candidats, jugés sur leurs prestations, leurs aptitudes de coaching et leur potentiel artistique, : les danseurs prénommés Lou, Damien, Julia, Ylona, Jasmin, Djoe et Irina sont éliminés ; sont retenus pour participer à l'émission les danseurs Pierre Mauduy et Calisson Goasdoué.
Vient enfin s'ajouter Alizée Bois, sœur de la danseuse Elsa Bois qui participait déjà à l'émission depuis la précédente saison ; Alizée Bois a gagné la saison 5 de l'émission La France a un incroyable talent.